# Kizsákmányolás
A kizsákmányolás fogalma több, egymástól lényegesen eltérő értelemben használatos. Általános értelemben vett jelentése valamely erőforrás túlzott mértékben történő igénybevétele. Ilyen értelemben beszélünk a természeti erőforrások kizsákmányolásáról. Társadalmi téren a kizsákmányolás fogalma alávetett emberek által termelt értékek ellenszolgáltatás nélküli kisajátítása értelmében használatos. A szó jelentése ebben az összefüggésben erősen pejoratív, erkölcsileg elítélendő, a kegyetlen kiszipolyozással egyenértékű.
A marxista közgazdaságtan, ami a szó elterjedéséhez túlnyomórészt járult hozzá, ezt a fogalmat semlegesebb értelemben használja és minden magántulajdonon alapuló gazdasági rendszer természetes részének tartja. Ebből a szempontból a kizsákmányolás az idegen munka terméke egy részének elsajátítása a termelőeszközök magántulajdona révén. A dolgozók megkapják munkájuk eredményéből a saját létfenntartásukhoz szükséges részt, az e feletti többletterméket a munkaeszközök tulajdonosa tartja meg magának.

## Etimológia
A zsákmány, zsákmányolás a középkorig a vadászzsákmányt, és a hadizsákmányt jelentette. Az utópista szocializmus filozófusai kezdték alkalmazni a kifejezést a proletariátus által termelt értékeknek a termelőerők tulajdonosai által történő elsajátítására. Ezt az értelmezést fejlesztette tovább Karl Marx és Friedrich Engels a saját közgazdasági elméletükben.

## Marxista elmélet
Marx kizsákmányolás-elmélete a marxista közgazdaságtan egyik fő eleme, néhány társadalomkutató szerint egyenesen a marxizmus sarokköve. Marx a skót felvilágosodás  gondolkodóinak tulajdonította a materialista történelemszemlélet kezdeményezését. A gothai program kritikája című művében Marx rögzítette azokat az elveket, amelyek szerint  a javak elosztásának a szocializmusban és a kommunizmusban történnie kell, azaz a munka szerint elosztás illetve a szükségletek szerinti elosztás elveit. 
A kizsákmányolás Marx szerint az, amikor ezek az elvek nem érvényesülnek, amikor a dolgozók nem jutnak hozzá munkájuk ellenértékéhez az elvégzett munkájuk, illetve a szükségleteik szerint.
Nemzetgazdasági szinten a kizsákmányolás abban jelenik meg, hogy az egész gazdaság által létrehozott új javak értéke, a nettó nemzeti termék (GDP mínusz amortizáció) nem az elvégzett munka arányában kerül felosztásra a társadalom tagjai között, hanem a tőketulajdonosok jóval nagyobb mértékben részesülnek abból, mint a dolgozók. E felosztás alapján határozható meg a kizsákmányolók és a kizsákmányoltak köre.

### A többletmunka és a munkaérték-elmélet
A Marx által A tőke című művében kifejtett elmélet szerint a munkaadók sajátítják ki a munkások által elvégzett munka eredményének azt a részét, ami a munkás létfenntartásához szükséges rész (szükséges munka) felett van, azaz a többletmunkát. Ez korábban, a rabszolgatartó és a feudális társadalmakban is így volt, de a kapitalizmusban ehhez nem szükséges a munkás megfosztása a személyes szabadságától, elég a gazdasági kényszer. A többletmunka megfelel a tőkés profitjának, ennek egy részét a tőkés személyes fogyasztására költi, más részét befekteti tőkéjének bővített újratermelése érdekében.

#### A kizsákmányolás foka
A többletmunka és a szükséges munka közötti arány a marxi elméletben a kizsákmányolás foka. Ez független a munkások tényleges helyzetétől. Lehetséges, hogy például az Angliában maguknak már jobb béreket kiharcolt munkások kizsákmányolásának foka magasabb, mint nyomorgó indiai társaiké, ha az angol munkások által előállított többlettermék lényegesen magasabb a szükséges munkához (=fizetéseikhez) képest, mint amit az indiai munkások elő tudnak állítani. Képletben:
{\displaystyle {\text{Értéktöbblet-ráta; a munkaerő kizsákmányolásának foka}}={\frac {\text{Értéktöbblet (m)}}{\text{változó tőke (v)}}}={\frac {\text{többletmunka}}{\mbox{szükséges munka}}}}
A képletből az is kitűnik, hogy a kizsákmányolás foka akkor is növekedhet, ha a bérek (szükséges munka) növekszenek, például a munkaidő meghosszabbítása vagy a munka intenzitásának vagy termelékenységének növekedése esetén. A tőkés törekvése a munkaidő növelésére, a kizsákmányolás lehetőség szerinti fokozására törvényszerű, a piaci verseny követelményeiből fakad. Ha meg akarja őrizni tőkés mivoltát, azaz nem akar elbukni a konkurenciaharcban, igyekeznie kell növelni profitrátáját. Másrészt a kizsákmányolás fenntartása azért is fontos, mert ha a munkás a (az adott kor és nemzetgazdaság szintjén álló) létfenntartásánál több bérhez jutna, akkor megtakarításai révén kiléphetne a bérmunkás létből, és ez a tőkések számára a rendelkezésre álló munkaerő elvesztését jelentené.

### A marxista elmélet kritikája
A polgári közgazdaságtan legfőképpen azt veti fel Marx elméletével szemben, hogy az nem foglalkozik a tőketulajdonosok érdemi hozzájárulásával a termelési folyamathoz. Szerintük feltétlen figyelembe kell venni, hogy a tőkés beruházásával kockázatot vállal, és ennek fejében joga van méltányos profithoz, ezen kívül pedig az igazgatási tevékenysége fejében is fizetség jár a számára.

## A kizsákmányolás más formái
A fogalom a munkaérték-elmélet terén kívül, más összefüggésekben is használatos. Ilyenek a más – nem kapitalista – termelési mód szerint működő történelmi, például az antik rabszolgatartó, vagy a feudális rendszerekre jellemző, szintén a munka kizsákmányolásán alapuló formák. 
Használatos továbbá a szó más összefüggésekben is, mint a szexuális kizsákmányolás, a kényszerprostitúció, a gyermekpornográfia és a rablógazdálkodás a természeti erőforrásokkal.

## Fordítás
- Ez a szócikk részben vagy egészben  az   Ausbeutung című német Wikipédia-szócikk ezen változatának fordításán alapul.  Az eredeti cikk szerkesztőit annak laptörténete sorolja fel. Ez a jelzés csupán a megfogalmazás eredetét és a szerzői jogokat jelzi, nem szolgál a cikkben szereplő információk forrásmegjelöléseként.
- Ez a szócikk részben vagy egészben  az   Exploitation of labour című angol Wikipédia-szócikk ezen változatának fordításán alapul.  Az eredeti cikk szerkesztőit annak laptörténete sorolja fel. Ez a jelzés csupán a megfogalmazás eredetét és a szerzői jogokat jelzi, nem szolgál a cikkben szereplő információk forrásmegjelöléseként.